# Jakub Szynkiewicz
Jakub Szynkiewicz (16 de abril de 1884 Lyakhavichy, Rusia (actual Bielorrusia) - 1 de noviembre de 1966, Waterbury, Connecticut) fue Doctor en Filosofía y en Estudios Orientales, elegido como el primer mufti de la recién independizada Polonia en 1925. 

## Biografía
Jakub Szynkiewicz nació en el seno de una familia tártara el 16 de abril de 1884 en Lyakhavichy (Lachowicze) en la Gobernación de Minsk del Imperio ruso (desde 1921 hasta 1939 parte de Polonia, hoy oeste de Bielorrusia). Era hijo de Sulejman y Fatma. Tenía un hermano, Mustafa Szynkiewicz, presidente de la Związek Tatarów Litewskich (Sociedad de tártaros lituanos), y una hermana, Amina.  
En 1904 se graduó de la escuela secundaria de Minsk (Męska Szkoła Realna), después de lo cual estudió ciencias de la ingeniería, pero más tarde en 1907 decidió estudiar Orientalismo en San Petersburgo .  En 1925 obtuvo un doctorado en filosofía en la Universidad de Berlín con una disertación en lengua alemana. El 28 de octubre de ese año fue elegido Mufti de todos los musulmanes en Polonia . Su sede se encuentra en Vilnius . 
Tradujo varios versos del Corán del árabe al polaco, publicado en 1935 con el título de Wersety z Koranu . Durante su liderazgo, creó contactos con gran parte del mundo musulmán externo con India, Palestina, Egipto y otros. Mufti Szynkiewicz también asistió al congreso del califato de El Cairo en 1926. Durante el Congreso musulmán europeo en 1935, fue llamado "uno de los participantes más articulados". En un episodio dramático en el congreso, Mufti Szynkiewicz exigió que el director del Istituto Superiore Orientale di Napoli, el conde Bernardo Barbiellini Amidei, pronunciara la profesión de fe (shahada) tres veces antes de los participantes del congreso cuando el recuento apareció antes del congreso. pedirle que reconozca formalmente su adhesión al Islam. Mufti Szynkiewicz también supervisó la regulación formal del nuevo estado polaco independiente que se ocupa del estado legal de los musulmanes polacos en 1936. Fue central en los planes para construir una mezquita en Varsovia, que fue interrumpida por la invasión nazi de Polonia en 1939. 

## Segunda Guerra Mundial y exilio
Durante la Segunda Guerra Mundial sirvió como Mufti für die besetzten Ostgebiete. A finales de 1944 se fue y se negó a regresar a la Polonia comunista. Después de la guerra se reasentó en Egipto, pero se mudó a los Estados Unidos tras el golpe de Estado prosoviético de Nasser en 1952. Murió allí el 1 de noviembre de 1966. 